# Тасанг
Язовир „Тасанг“ е язовир в строеж на река Салуин в щата Шан, Мианмар (Бирма).
Местоположението на стената ще бъде на 480 км североизточно от Рангун и 52,8 км западно от гр. Мьонг Тон. Язовирът ще бъде първият на река Салуин с най-голямата водноелектрическа централа в страната и най-високата стена в Югоизточна Азия.
Ще струва повече от 6 млрд. щатски долара и планираното му завършване е през 2022 г. Първата копка е направена през март 2007 г., но строежът е спрян.
„Тасанг“ е сред 5-те язовира на реката, които правителството на Мианмар планира да построи.

## Проект
Стената на „Тасанг“ е проектирана да бъде 228 м висока, а водноелектрическата централа – с капацитет 7110 MW и производителност 35 446 GWh годишно.
Язовирът ще бъде с площ 870 км2, разделяйки по-голямата част от щата Шан наполовина и създавайки по този начин сериозни социални и екологични проблеми.